# Séraphine Louis

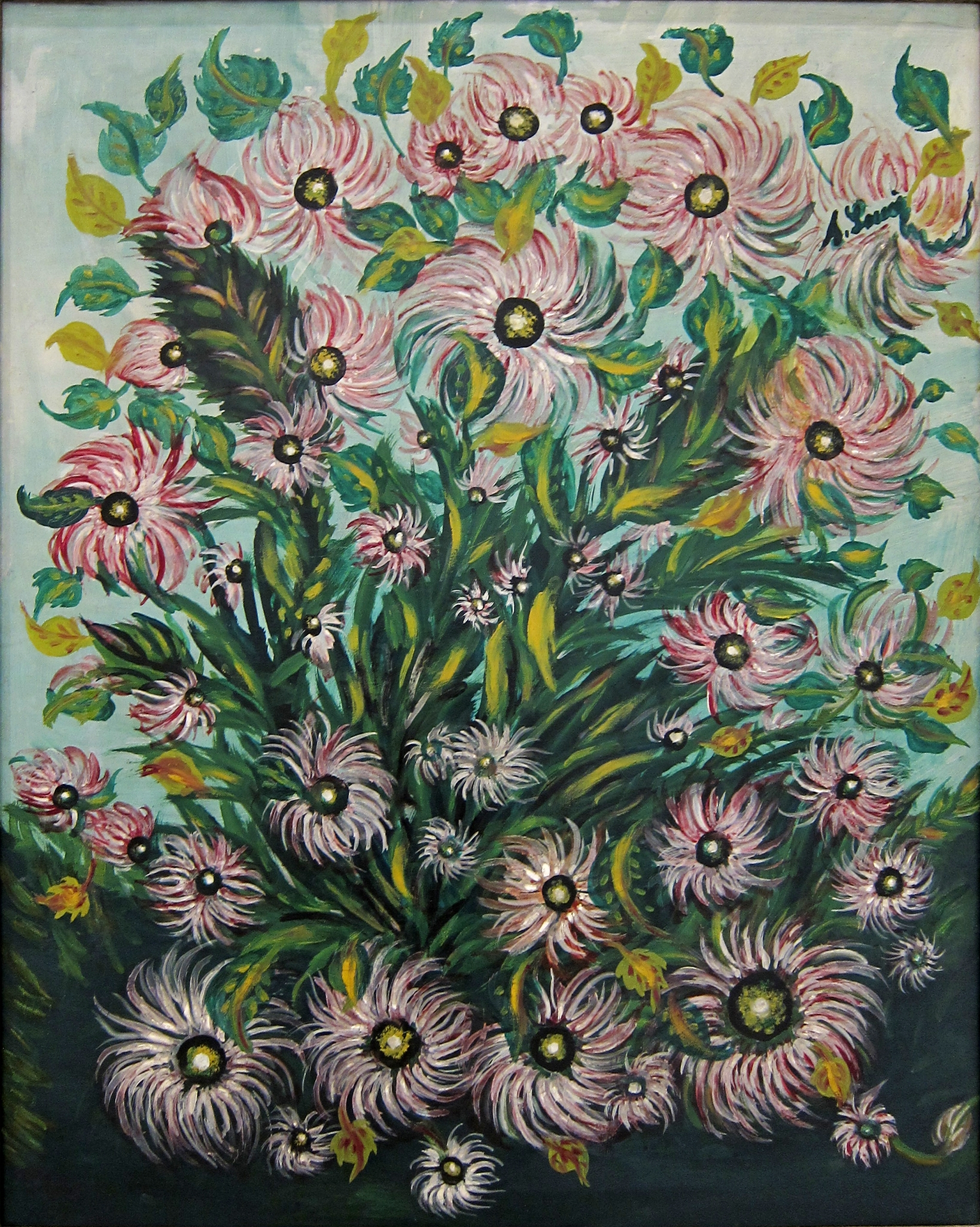
Bouquet de fleurs

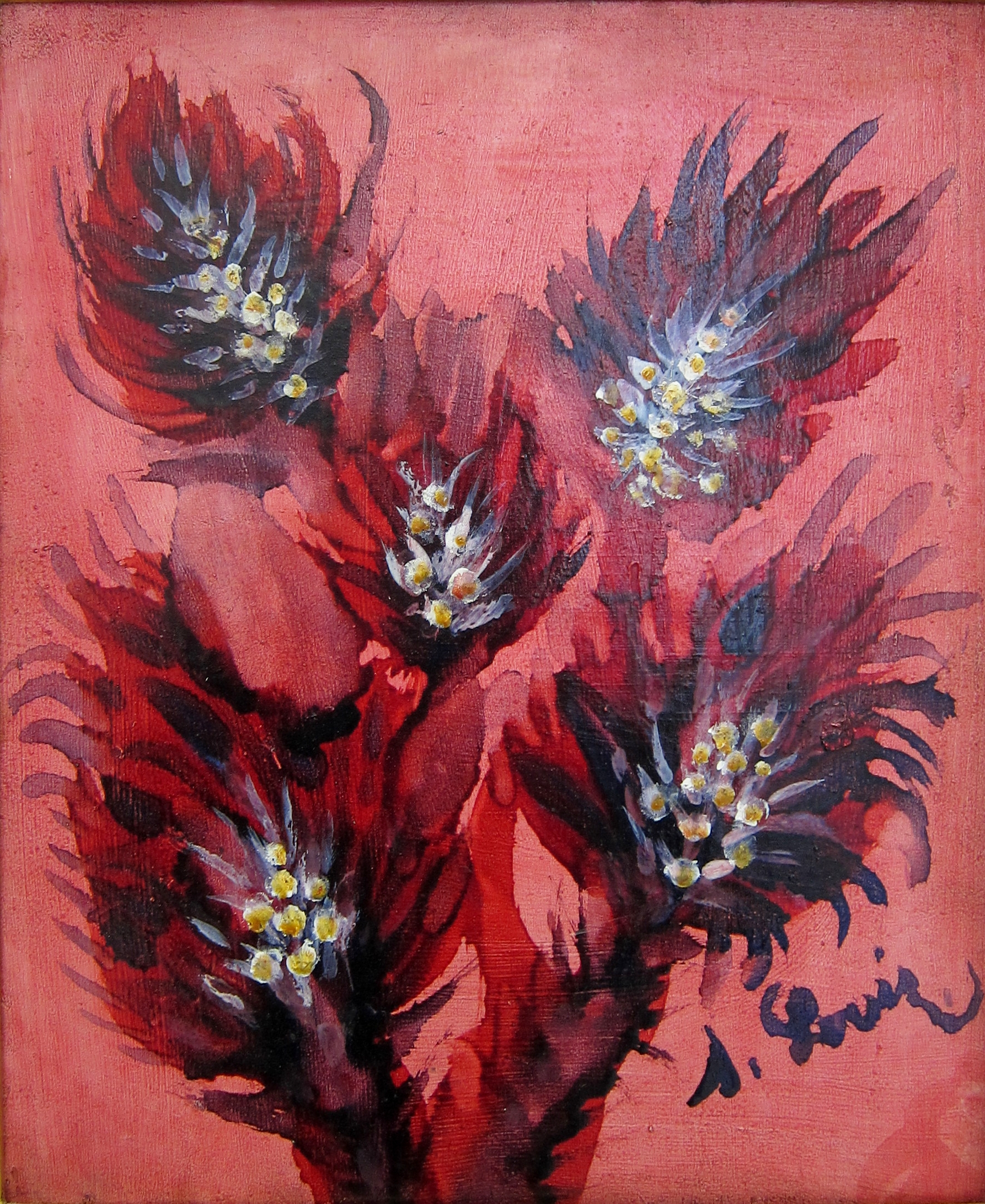
Bouquet de fleurs

Séraphine Louis, znana też jako Séraphine de Senlis (ur. 3 września 1864 w Arsy, zm. 11 grudnia 1942 w Erquery) – francuska malarka, prymitywistka.

## Życiorys
Urodziła się w ubogiej rodzinie, w dzieciństwie zajmowała się wypasem bydła, później pracowała jako sprzątaczka i pomoc domowa. Nie wiadomo kiedy zaczęła malować, jej twórczość odkrył przypadkowo w 1912 niemiecki kolekcjoner i krytyk sztuki Wilhelm Uhde. Marchand zakupił kilka jej obrazów i zachęcał do malowania, jednak w 1914 został deportowany do Niemiec i utracił kontakt z Seraphine. Po powrocie do Francji w 1927 Uhde odszukał byłą podopieczną i przyczynił się do rozpropagowania jej twórczości. Zaopatrywał ją w farby, podobrazia, kupował też jej prace. Po 1930 artystka znalazła się w zakładzie dla umysłowo chorych Clermont z rozpoznaniem zaawansowanej psychozy. Wkrótce została zapomniana i uważano nawet, że zmarła w 1934. W rzeczywistości przeżyła do 1942 roku, przyczyną jej śmierci był prawdopodobnie głód, który panował w czasie hitlerowskiej okupacji we francuskich szpitalach i przytułkach. Seraphine Louis spoczęła bezimiennie w masowym grobie.

## Twórczość
Artystka malowała wyłącznie motywy roślinne, kwiaty, liście i owoce. Tworzyła, z wielką dbałością o szczegóły, fantastyczne kompozycje o żywej kolorystyce. Początkowo używała naturalnych barwników, które sama otrzymywała z roślin, wosku i krwi zwierząt, później Wilhelm Uhde zaopatrywał ją w profesjonalne przybory malarskie. Malarka utrzymywała, że maluje pod wpływem wewnętrznej potrzeby i z woli „anioła stróża i Matki Boskiej”.
Prace Séraphine Louis znajdują się głównie w zbiorach francuskich, m.in. w Musée Maillol w Paryżu, Musée d’art de Senlis, Musée d’art naïf w Nicei i Musée d’Art moderne Lille Métropole w Villeneuve-d’Ascq. Zander Collection w Kolonii również posiada dużą liczbę jej prac.

## Upamiętnienie
W 2008 francuski reżyser Martin Provost nakręcił film Séraphine poświęcony życiu i twórczości malarki. Obraz był filmowym wydarzeniem roku we Francji, nagrodzono go siedmioma Cezarami w najważniejszych kategoriach.